# Hycleus esfandiarii
Hycleus esfandiarii is een keversoort uit de familie van oliekevers (Meloidae). De wetenschappelijke naam van de soort is voor het eerst geldig gepubliceerd in 1969 door Kaszab.